# リーワード・ポイント飛行場

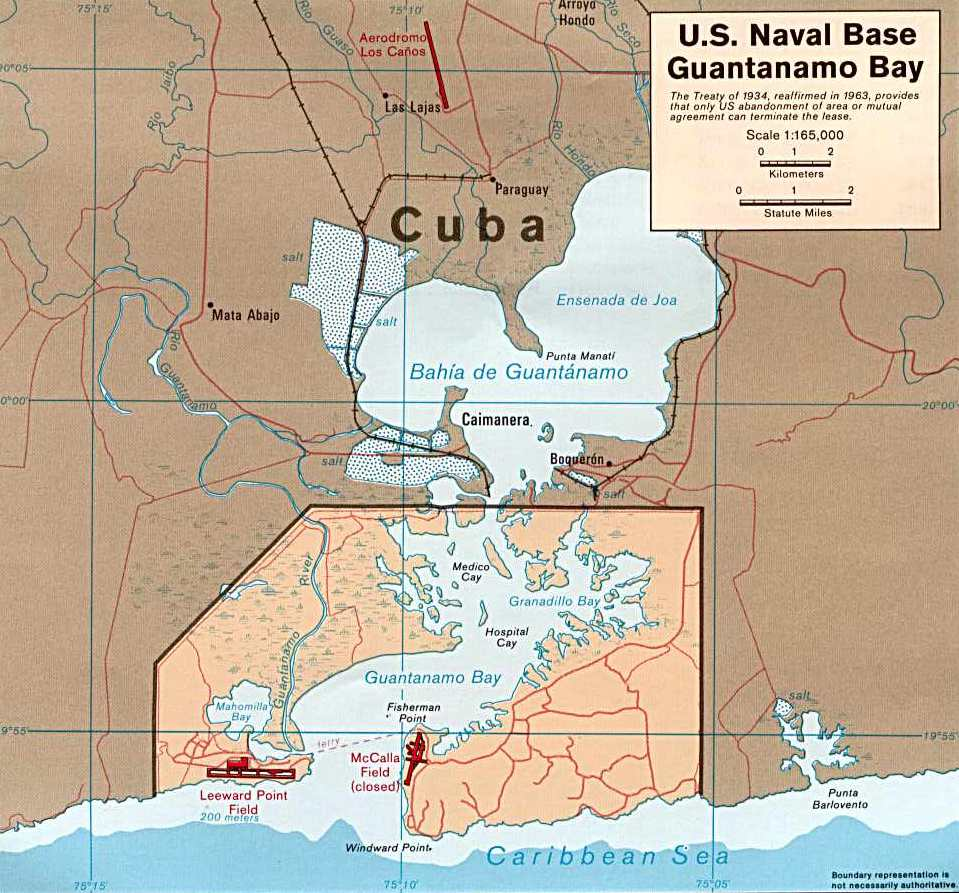
グァンタナモ湾の地図。区切られた地域がグァンタナモ米軍基地で、左下側に記載されているのがリーワード・ポイント飛行場

リーワード・ポイント飛行場または、リーワード飛行場とは、キューバのグアンタナモ湾に存在するグァンタナモ米軍基地の飛行場。 

## 施設
飛行場は 平均海面上の標高17mの場所に存在。2,438mアスファルト製の滑走路が1つ存在する 。 
1993年8月18日にこの滑走路に着陸しようとしたアメリカン・インターナショナル航空のダグラス DC-8の墜落事故が発生した（アメリカン・インターナショナル航空808便墜落事故）。 
湾の向かいにはマッカーラ飛行場が存在するが、既に飛行場としては使用されておらず、1990年代から2007年までハイチ難民のキャンプとして利用されるなどしている（ハイチ難民危機）。 